# Expo Assen
Expo Assen (voorheen: de TT Hall) was een evenementenhal gelegen naast het TT-Circuit in Assen tot 1 september 2022.
De hal heeft een totaal vloeroppervlak van ruim 15.000 m², geschikt voor maximaal 17.000 bezoekers gelijktijdig. Ook zijn er een centrale keuken en een aantal kantoren. Expo Assen is bereikbaar via een vierbaans weg tot aan de voordeur. 

## Realisatie
Expo Assen is geopend in 2007. Voor de realisatie is de TT-baan met 1,4 km ingekort; hiervoor werd de Noordlus opgeheven. Dit vergde samen met de bouw een investering van 80 miljoen euro. Expo Assen was onderdeel van Libéma tot 1 september 2022, waarna het gekocht is door de Lenferink Groep uit Zwolle. 
Sinds de overname van de Lenferink Groep heeft het gebouw een andere functie gekregen waardoor hier geen evenementen meer worden gehouden. 
Sinds november 2021 fungeert Expo Assen als noodopvang voor asielzoekers.

## Evenementen
- Evolution DJ Tiesto (Dance party's)
- Masters of Hardcore
- Vuelta
- Bouwbeurs Noord Nederland
- Horecaeventt
- Landbouwbeurs
- Hobbyeventt
- ArtEvenTT
- Auto Occasionshow
- Huisdierdagen
- Hand-Hobby-Creadagen
- Dierenparade Noordshow
- Duurzame energie beurs
- LadiesEvenTT
- Pasar Malam
- Noordelijk Indoor Concours
- FacilitaireVakbeurs
- Tractorpulling
- Agrotechniek
- Vlooienmarkten
- Congressen
- The Reality